# Women’s Premier Ice Hockey League 1989/90
Die Saison 1989/90 war die achte Austragung der höchsten englischen Fraueneishockeyliga, die British Women's League. Die Ligadurchführung erfolgt durch die English Ice Hockey Association, den englischen Verband unter dem Dach des britischen Eishockeyverbandes Ice Hockey UK. Der Sieger erhielt den Chairman’s Cup.

## Modus
Es spielten alle Mannschaften eine einfache Runde mit Hin- und Rückspiel. Es gab keinen Absteiger. Zum zweiten Male erfolgte die Durchführung der Liga in drei regionalen Gruppen. Die Sieger der drei Divisions sollten anschließend aufeinandertreffen. Es kam jedoch nur zu einem Spiel.

## Hauptrunde

### Northern Division
| Platz | Mannschaft             | Spiele | S | U | N | Tore  | Punkte |
| ----- | ---------------------- | ------ | - | - | - | ----- | ------ |
| 1.1   | Sunderland Scorpions   | 8      | 6 | 1 | 1 | 27:12 | 13     |
| 2.1   | Dundee Royals          | 8      | 6 | 1 | 1 | 25:08 | 13     |
| 3.    | Durham Dynamites       | 8      | 4 | 0 | 4 | 14:18 | 8      |
| 4.    | Blackpool Blades       | 8      | 3 | 0 | 5 | 14:28 | 6      |
| 5.    | Whitley Bay Squaws (N) | 8      | 0 | 0 | 8 | 04:18 | 0      |

Anm.: 1 Bei Punktgleichheit entschieden die Spiele gegeneinander über die Platzierung.

### Central Division
| Platz | Mannschaft                 | Spiele | S  | U | N  | Tore    | Punkte |
| ----- | -------------------------- | ------ | -- | - | -- | ------- | ------ |
| 1.    | Oxford City Rockets (M)    | 12     | 12 | 0 | 0  | 118:08  | 24     |
| 2.    | Solihull Vixens            | 12     | 10 | 0 | 2  | 099:016 | 20     |
| 3.    | Tiger Bay Tornadoes        | 12     | 7  | 0 | 5  | 059:043 | 14     |
| 4.    | Peterborough Ravens        | 12     | 6  | 0 | 6  | 042:309 | 12     |
| 5.    | Nottingham Vipers          | 12     | 5  | 0 | 7  | 068:079 | 10     |
| 6.    | Telford Wrekin Raiders (N) | 12     | 1  | 1 | 10 | 011:113 | 3      |
| 7.    | Oxford University          | 12     | 0  | 1 | 11 | 012:113 | 1      |

### South Division
| Platz | Mannschaft                 | Spiele | S | U | N | Tore   | Punkte |
| ----- | -------------------------- | ------ | - | - | - | ------ | ------ |
| 1.    | Streatham Strikers         | 8      | 8 | 0 | 0 | 57:05  | 16     |
| 2.    | Chelmsford Cobras          | 8      | 5 | 1 | 2 | 62:017 | 11     |
| 3.    | Bracknell Queen Bees       | 8      | 4 | 1 | 3 | 63:017 | 9      |
| 4.    | Richmond Blue Jays         | 8      | 2 | 0 | 6 | 22:028 | 4      |
| 5.    | Bournemouth Sting Rays (N) | 8      | 0 | 0 | 8 | 03:140 | 0      |

## Finalspiel
Nach dem Sieg der Oxford City Rockets gegen die Streatham Striker waren diese inoffizieller Meister der Frauen-Liga. Leider kam es zwischen den Rockets, die ihren Gegnern in der Central Division deutlich überlegen waren, und dem Gewinner der Northern Division, den Sunderland Scorpions, nicht zu einem Treffen, in dem sie ihre Stärke beweisen konnten.
|  | Oxford City Rockets | 4:1 | Streatham Strikers | Humberside |

## Beste Scorerinnen
| Spieler         | Mannschaft          | Spiele | Tore | Assists | Punkte | Straf- minuten |
| --------------- | ------------------- | ------ | ---- | ------- | ------ | -------------- |
| Yvonne Jeffries | Solihull Vixens     | 9      | 34   | 12      | 46     | 0              |
| Debbie Palmer   | Oxford City Rockets | 10     | 31   | 13      | 44     | 10             |
| Helen Stowe     | Oxford City Rockets | 11     | 29   | 14      | 43     | 18             |
| Kim Strongman   | Tiger Bay           | 10     | 23   | 11      | 34     | 6              |
| Julie Lester    | Oxford City Rockets | 9      | 22   | 9       | 31     | 26             |
| Tracey Johnson  | Nottingham Vipers   | 9      | 23   | 6       | 29     | 4              |

## Beste Torhüterinnen
| Spieler     | Mannschaft    | Sp | Min | SaT | GT | GTS  | SO |
| ----------- | ------------- | -- | --- | --- | -- | ---- | -- |
| Emma Bowles | Oxford City   | 12 | 480 | 170 | 8  | 1,00 | 8  |
| P. Anderson | Dundee Royals | 6  | 240 | 96  | 8  | 2,00 | ?  |